# Раміро Блакут
Раміро Блакут Родрігес (ісп. Ramiro Blacut Rodríguez, МФА: [raˈmɪɾo βlaˈkʊt roðrɪˈɣez]; 3 січня 1944, Ла-Пас — 12 серпня 2024) — болівійський футболіст, що грав на позиції нападника, зокрема за «Болівар», а також національну збірну Болівії, у складі якої — переможець чемпіонату Південної Америки 1963 року.
По завершенні ігрової кар'єри — тренер, відомий роботою у тому числі з болівійською національною командою.

## Клубна кар'єра
Народився 3 січня 1944 року в місті Ла-Пас. Вихованець футбольної школи клубу «Болівар».
У дорослому футболі дебютував 1963 року виступами в Аргентині за «Феррокаріль Оесте», в якій протягом двох сезонів взяв участь в 11 матчах чемпіонату.
1965 року перспективного нападника запросила до своїх лав мюнхенська «Баварія». Провів у Німеччині один рік, протягом якого не зумів пробитися до «основи».
У 1966 році повернувся на батьківщину, ставши гравцем рідного «Болівара», де прові наступні шість років своєї кар'єри гравця. Двічі, у 1968 і 1969 роках, допомагав команді виграти національну першість.
Згодом протягом 1972—1973 років грав у Перу за «Мельгар», після чого завершував кар'єру у болівійському «Зе Стронгест», де провів переможний для команди сезон 1974 року.

## Виступи за збірну
1963 року 19-річний юнак дебютував в офіційних матчах у складі національної збірної Болівії. Того ж року став учасником домашнього для болівійців чемпіонату Південної Америки, на якому вони здобули наразі свій єдиний титул найсильнішої збірної континенту, а сам нападник відзначився лише одним голом, утім його загальний внесок у командний успіх був оцінений визнанням його найкращим гравцем турніру.
Згодом був учасником чемпіонату Південної Америки 1967 в Уругваї, де болівійські футболісти завершили змагання, що проходило у вигляді групового турніру, на останньому місці.
Загалом протягом кар'єри у національній команді, яка тривала десять років, провів у її формі 23 матчі, забивши 3 голи.

## Кар'єра тренера
Розпочав тренерську кар'єру, повернувшись до футболу після невеликої перерви, 1979 року, очоливши тренерський штаб рідного «Болівара».
Того ж року уперше був призначений головним тренером національної збірної Болівії і керував її діями на тогорічному розіграші Кубка Америки в Парагваї. На континентальній першості болівійці почали з перемог над Аргентиною і Бразилією, утім поступилися останній у боротьбі за вихід із групи.
Згодом ще двічі приходив на тренерський місток болівійської збірної — на початку 1990-х і у 2004 році. Був на чолі команди учасником Кубка Америки 1991 в Чилі і Кубка Америки 2004 в Перу, в обох випадках не зумівши вивести болівійців із групи.
Основну ж частину тренерської кар'єри, що тривала понад два з половиною десятиріччя, провів на клубному рівні. Встиг попрацювати із десятком болівійських команд, а також декількома представниками футбольної першості Еквадору.

## Титули і досягнення

### Командні
- Переможець чемпіонату Південної Америки (1):

Болівія: 1963
- Чемпіон Болівії (3):

«Болівар»: 1968, 1969
«Зе Стронгест»: 1974
- Володар Кубка Німеччини (1):

«Баварія»: 1966

### Особисті
- Найкращий футболіст чемпіонату Південної Америки (1): 1963